# Episodi di The Inbetweeners (seconda stagione)
La seconda stagione della serie televisiva The Inbetweeners è stata trasmessa sul canale britannico E4 dal 2 aprile al 7 maggio 2009.
In Italia è stata trasmessa da MTV Italia dal 15 novembre 2011 al 29 novembre 2011.
| nº | Titolo originale             | Titolo italiano          | Prima TV UK    | Prima TV Italia  |
| -- | ---------------------------- | ------------------------ | -------------- | ---------------- |
| 1  | The Field Trip               | Una gita istruttiva      | 2 aprile 2009  | 15 novembre 2011 |
| 2  | Work Experience              | Esperienza di lavoro     | 9 aprile 2009  | 15 novembre 2011 |
| 3  | Will's Birthday              | Il compleanno di Will    | 16 aprile 2009 | 22 novembre 2011 |
| 4  | A Night Out in London        | Una notte a Londra       | 23 aprile 2009 | 22 novembre 2011 |
| 5  | The Duke of Edinburgh Awards | Duke of Edinburgh Awards | 30 aprile 2009 | 29 novembre 2011 |
| 6  | Exam Time                    | Tempo di esami           | 7 maggio 2009  | 29 novembre 2011 |